# Listeria monocytogenes
Listeria monocytogenes là một vi khuẩn Gram dương hiếu khí tùy nghi. Đây là loại vi khuẩn gây độc, với 20% đến 30% số ca nhiễm lâm sàng gây nên bệnh Listeriosis dẫn đến tử vong.

## Hình ảnh

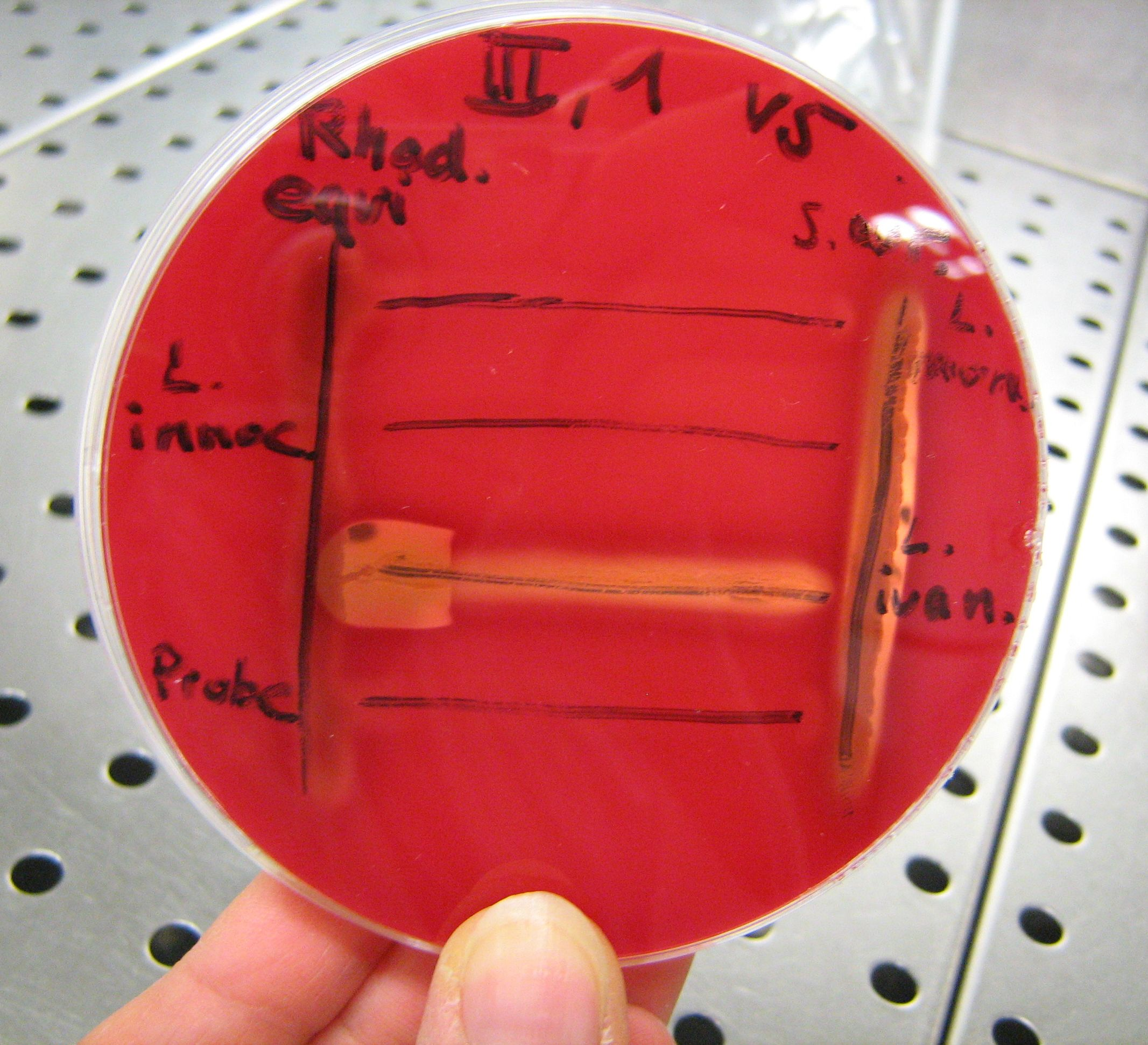
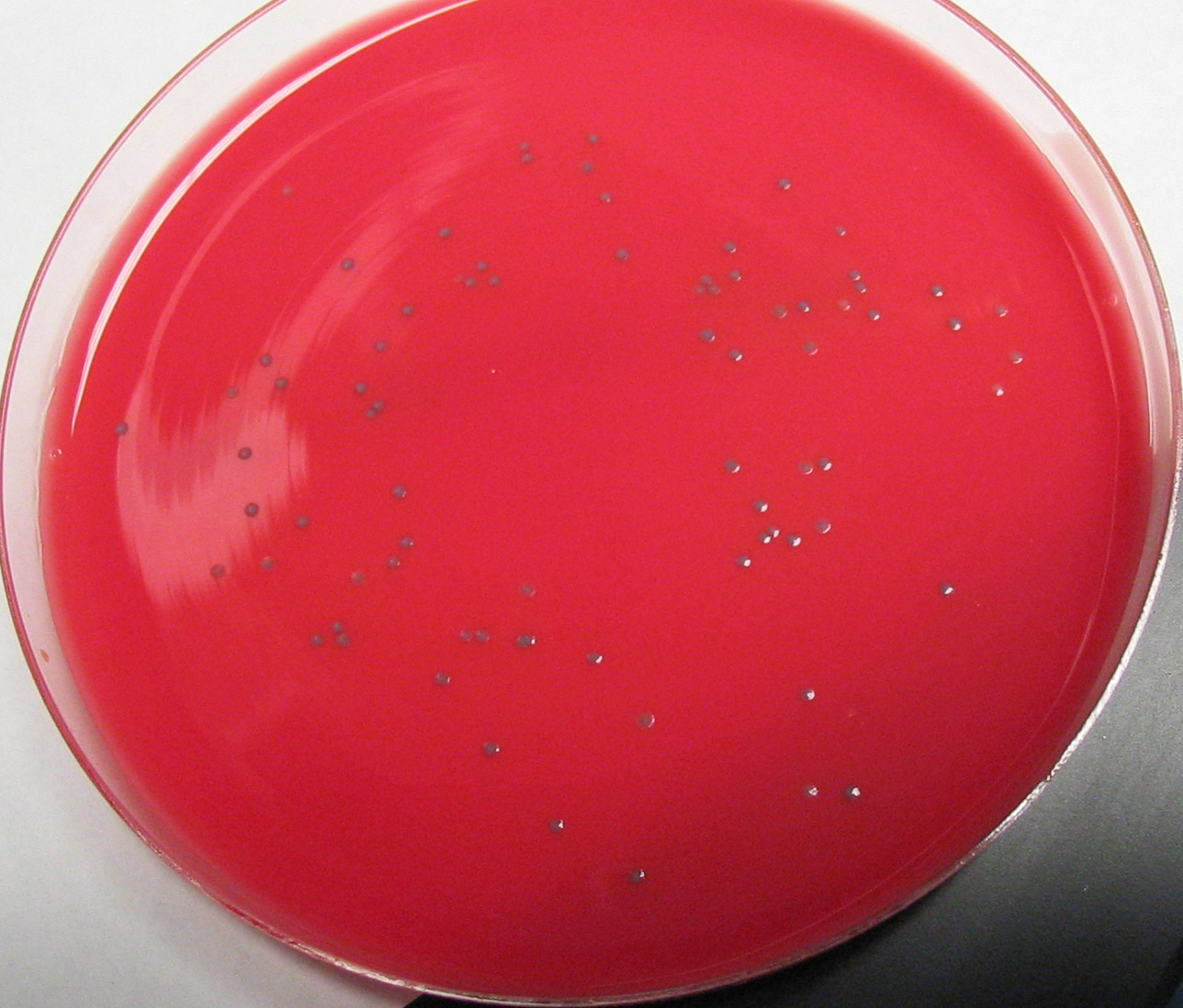
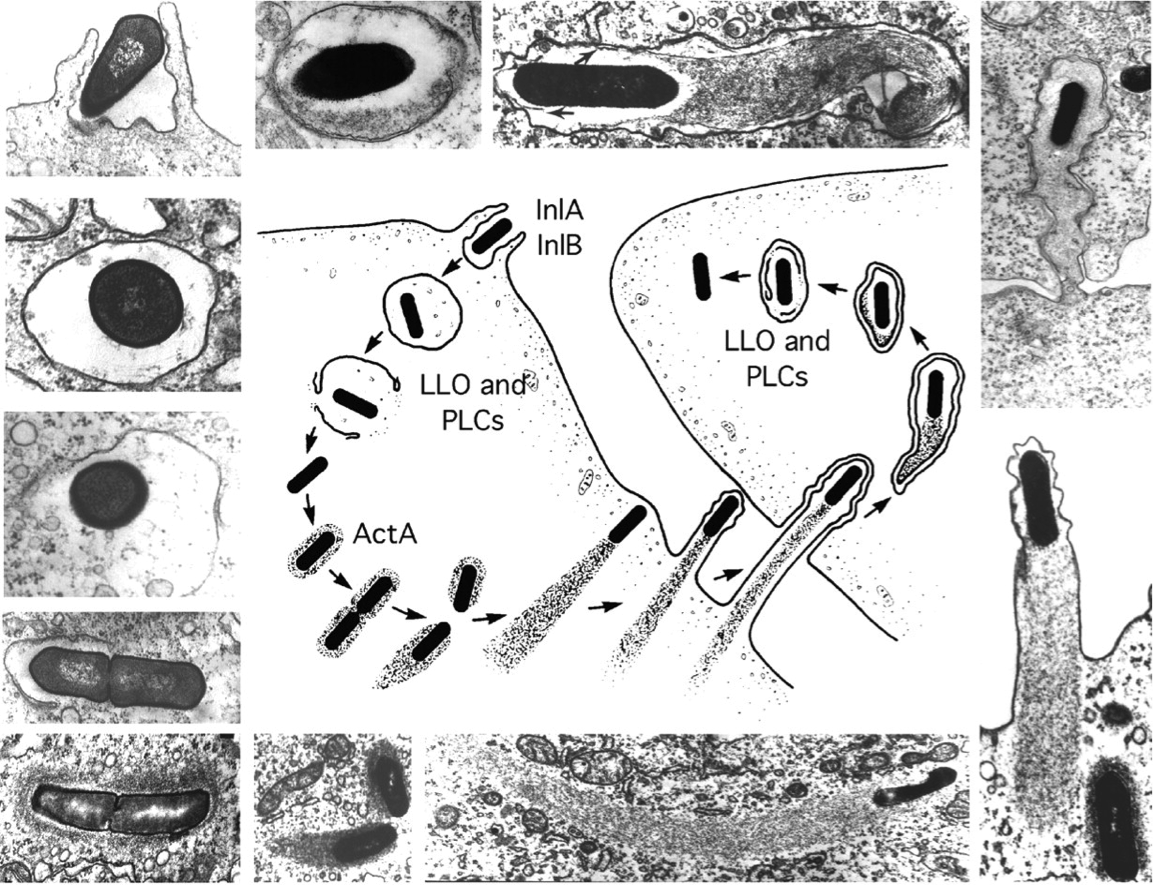
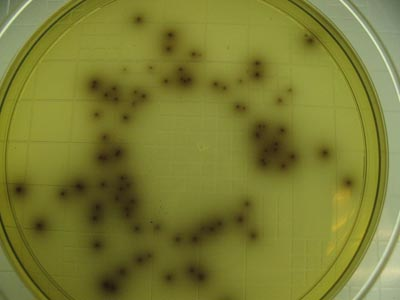